# Ла-Жар
Ла-Жар (фр. La Jard) — коммуна во Франции, находится в регионе Пуату — Шаранта. Департамент коммуны — Шаранта Приморская. Входит в состав кантона Сент-Восток. Округ коммуны — Сент.
Код INSEE коммуны — 17191.

## Население
Население коммуны на 2010 год составляло 327 человек.
| 1962 | 1968 | 1975 | 1982 | 1990 | 1999 | 2010 |
| ---- | ---- | ---- | ---- | ---- | ---- | ---- |
| 223  | 237  | 207  | 198  | 259  | 275  | 327  |